# Robert C. Wickliffe
Robert Charles Wickliffe, född 6 januari 1819 i Bardstown, Kentucky, död där 18 april 1895, var en amerikansk demokratisk politiker. Han var Louisianas viceguvernör 1854–1856 och därefter guvernör 1856–1860.
Wickliffe föddes i Kentucky som son till Charles A. Wickliffe som var delstatens guvernör 1839–1840. Robert C. Wickliffe utexaminerades 1840 från Centre College i Kentucky, studerade juridik i Washington, D.C. och inledde sin karriär som advokat i Kentucky. Till Louisiana flyttade han sedan av hälsoskäl.
År 1854 tillträdde Wickliffe som Louisianas viceguvernör. Wickliffe efterträdde 1856 Paul Octave Hébert som guvernör och efterträddes 1860 av Thomas Overton Moore. Knownothings nådde höjden av sin popularitet i Louisiana under Wickliffes tid som guvernör. Han profilerade sig som motståndare till Knownothings antikatolska agenda och förespråkade USA:s expansion till den karibiska regionen. Inför amerikanska inbördeskriget tog han inte ställning i frågan om Louisianas utträde ur USA. Presbyterianen Wickliffe avled 1895 och gravsattes på Bardstown Cemetery i Bardstown i Kentucky.